# Boissettes
Boissettes är en kommun i departementet Seine-et-Marne i regionen Île-de-France i norra Frankrike. Kommunen ligger i kantonen Le Mée-sur-Seine som tillhör arrondissementet Melun. År 2022 hade Boissettes 432 invånare.

## Befolkningsutveckling
Antalet invånare i kommunen Boissettes
| Referens: INSEE |